# Carcès
 Carcès  (en occitano Carces) es una población y comuna francesa, que se encuentra en la región de Provenza-Alpes-Costa Azul, departamento de Var, en el distrito de Brignoles y cantón de Cotignac.

## Demografía
| 1912 | 2026 | 1807 | 2092 | 2270 | 2453 |
| Para los censos de 1962 a 1999 la población legal corresponde a la población sin duplicidades (Fuente: INSEE [Consultar]) |      |      |      |      |      |